# Siirt
Siirt (tiếng Ả Rập: سِعِرْد Siʿird; Armenian: Սղերդ s'gherd; tiếng Syriac: ܣܥܪܬ, đã Latinh hoá: Siirt; tiếng Kurd: Sêrt; tiếng Ottoman Turkish: سعرد; tiếng Hy Lạp: Σύρτη) là một thành phố thuộc tỉnh Siirt, Thổ Nhĩ Kỳ. Huyện có diện tích 284 km² và dân số thời điểm năm 2007 là 127881 người, mật độ 450 người/km².

## Khí hậu
| Dữ liệu khí hậu của Siirt                      | Dữ liệu khí hậu của Siirt | Dữ liệu khí hậu của Siirt | Dữ liệu khí hậu của Siirt | Dữ liệu khí hậu của Siirt | Dữ liệu khí hậu của Siirt | Dữ liệu khí hậu của Siirt | Dữ liệu khí hậu của Siirt | Dữ liệu khí hậu của Siirt | Dữ liệu khí hậu của Siirt | Dữ liệu khí hậu của Siirt | Dữ liệu khí hậu của Siirt | Dữ liệu khí hậu của Siirt | Dữ liệu khí hậu của Siirt |
| Tháng                                          | 1                         | 2                         | 3                         | 4                         | 5                         | 6                         | 7                         | 8                         | 9                         | 10                        | 11                        | 12                        | Năm                       |
| ---------------------------------------------- | ------------------------- | ------------------------- | ------------------------- | ------------------------- | ------------------------- | ------------------------- | ------------------------- | ------------------------- | ------------------------- | ------------------------- | ------------------------- | ------------------------- | ------------------------- |
| Cao kỉ lục °C (°F)                             | 19.7 (67.5)               | 20.6 (69.1)               | 28.5 (83.3)               | 32.9 (91.2)               | 36.2 (97.2)               | 40.2 (104.4)              | 44.4 (111.9)              | 46.0 (114.8)              | 40.0 (104.0)              | 36.6 (97.9)               | 25.8 (78.4)               | 24.3 (75.7)               | 46.0 (114.8)              |
| Trung bình ngày tối đa °C (°F)                 | 7.3 (45.1)                | 9.3 (48.7)                | 14.2 (57.6)               | 19.7 (67.5)               | 25.7 (78.3)               | 32.8 (91.0)               | 37.5 (99.5)               | 37.6 (99.7)               | 32.6 (90.7)               | 25.2 (77.4)               | 15.7 (60.3)               | 9.1 (48.4)                | 22.2 (72.0)               |
| Trung bình ngày °C (°F)                        | 3.3 (37.9)                | 4.7 (40.5)                | 9.2 (48.6)                | 14.3 (57.7)               | 19.8 (67.6)               | 26.5 (79.7)               | 30.9 (87.6)               | 30.9 (87.6)               | 25.8 (78.4)               | 18.9 (66.0)               | 10.6 (51.1)               | 5.1 (41.2)                | 16.7 (62.1)               |
| Tối thiểu trung bình ngày °C (°F)              | 0.4 (32.7)                | 1.2 (34.2)                | 5.1 (41.2)                | 9.7 (49.5)                | 14.3 (57.7)               | 20.1 (68.2)               | 24.1 (75.4)               | 24.1 (75.4)               | 19.4 (66.9)               | 13.7 (56.7)               | 6.8 (44.2)                | 2.3 (36.1)                | 11.8 (53.2)               |
| Thấp kỉ lục °C (°F)                            | −19.3 (−2.7)              | −16.5 (2.3)               | −13.3 (8.1)               | −4.1 (24.6)               | 2.0 (35.6)                | 8.2 (46.8)                | 13.1 (55.6)               | 14.4 (57.9)               | 8.5 (47.3)                | 0.3 (32.5)                | −6.6 (20.1)               | −14.6 (5.7)               | −19.3 (−2.7)              |
| Lượng Giáng thủy trung bình mm (inches)        | 81.0 (3.19)               | 98.6 (3.88)               | 115.2 (4.54)              | 102.2 (4.02)              | 63.9 (2.52)               | 9.7 (0.38)                | 3.8 (0.15)                | 2.2 (0.09)                | 7.9 (0.31)                | 49.1 (1.93)               | 76.8 (3.02)               | 90.3 (3.56)               | 700.7 (27.59)             |
| Số ngày giáng thủy trung bình                  | 12.73                     | 12.53                     | 14.83                     | 14.07                     | 11.33                     | 4.13                      | 1.53                      | 1.00                      | 2.47                      | 8.77                      | 9.07                      | 11.90                     | 104.4                     |
| Độ ẩm tương đối trung bình (%)                 | 70                        | 70                        | 59                        | 56                        | 52                        | 33                        | 25                        | 23                        | 28                        | 46                        | 61                        | 69                        | 49                        |
| Số giờ nắng trung bình tháng                   | 108.5                     | 121.5                     | 164.3                     | 192.0                     | 263.5                     | 333.0                     | 356.5                     | 331.7                     | 285.0                     | 217.0                     | 156.0                     | 105.4                     | 2.634,4                   |
| Số giờ nắng trung bình ngày                    | 3.5                       | 4.3                       | 5.3                       | 6.4                       | 8.5                       | 11.1                      | 11.5                      | 10.7                      | 9.5                       | 7.0                       | 5.2                       | 3.4                       | 7.2                       |
| Nguồn 1: Cơ quan Khí tượng Nhà nước Thổ Nhĩ Kỳ |                           |                           |                           |                           |                           |                           |                           |                           |                           |                           |                           |                           |                           |
| Nguồn 2: Weatherbase                           |                           |                           |                           |                           |                           |                           |                           |                           |                           |                           |                           |                           |                           |